# Christian Matthey
Christian Matthey (Vevey, 30 september 1961) is een Zwitsers voormalig voetballer die speelde als aanvaller.

## Carrière
Matthey maakte zijn profdebuut voor Vevey Sports maar maakte in 1979 zijn debuut voor Servette Genève. Hij speelde er twee seizoen alvorens terug te keren naar Vevey. In 1982 speelde hij één seizoen voor FC Fribourg, het seizoen erop speelde hij één seizoen voor La Chaux-de-Fonds.
Van 1985 tot 1988 speelde hij voor Grasshopper waarmee hij in 1988 de beker won. Hij speelde nadien nog voor FC Aarau en FC Lugano alvorens zijn voetbalschoenen aan de wilgen te hangen.
Hij speelde twaalf interlands voor Zwitserland, waarin hij één keer kon scoren.

## Erelijst
- Grasshopper Club Zürich
  - Zwitserse voetbalbeker: 1988